# Zilog Z800
Zilog Z800 — 16-битный микропроцессор компании Zilog, совместимый с Zilog Z80, планировавшийся к выпуску в 1985 году. Прежде всего, он отличался от предыдущего чипа наличием кэш-памяти и блоком управления памятью на 16 Мбайт (MMU — memory management unit), а также большим количеством новых инструкций и режимов адресации памяти. Однако Zilog по существу отказалась от Z800 в пользу 32-битного микропроцессора Z80000, и Z800 массово не производился. Z800 строился на МОП-транзисторах n-типа. В 1987 году вышел Z280, имевший дизайн, сходный с Z800, но выполненный на КМОП-процессе.
Корпуса, планировавшиеся к использованию для Z800 — 64- и 40-контактный.